# Manuela Arbeláez
Manuela Arbeláez Correa (* 9. September 1988 in Medellín, Antioquia) ist ein kolumbianisch-US-amerikanisches Fotomodell mit gelegentlichen Ausflügen als Schauspielerin und Showgirl zu Film und Fernsehen.

## Leben
Die 1,70 Meter messende Manuela Arbeláez kam 2006 in die USA und ließ sich in New Jersey nieder. Dort versuchte sie sich als Model und nahm 2008 an Nuestra Belleza Latina teil, einem spanischsprachigen Schönheitswettbewerb im Reality-Show-Format. Noch im selben Jahr beteiligte sie sich an einem Modelwettbewerb der amerikanischen Gameshow The Price Is Right, vergleichbar mit Deutschlands Der Preis ist heiß.
Manuela Arbeláez gewann zwar nicht den Wettbewerb, wurde aber im April 2009 als eine von mehreren Models übernommen und diente fortan als attraktiver Blickfang dieser Sendung. Nebenbei nahm sie weiterhin Modeljobs wahr. 2010 war Manuela Arbeláez in Robin Thickes Musikvideo It’s in the Mornin’ zu sehen und wurde im selben Jahr mit der weiblichen Hauptrolle in dem Musikvideo Loving You No More der Formation Diddy – Dirty Money bedacht. Ebenfalls 2010 trat sie in zwei Folgen der TV-Seifenoper Reich und Schön auf. Im Rahmen der The Price Is Right-Show war Manuela Arbeláez auch in dem Kinofilm Jack und Jill an der Seite von Adam Sandler und Al Pacino zu sehen.
In einer Sendung der The Price Is Right-Show Anfang April 2015 verschenkte sie versehentlich an eine Kandidatin ein Auto, als sie eine falsche Karte zog.